# Плетнёв, Сергей Дмитриевич
Сергей Дмитриевич Плетнёв (29.09.1923 — 2011) — хирург, доктор медицинских наук, профессор, лауреат Государственной премии СССР.

## Биография
Родился 29.09.1923 в с. Кермись Шацкого уезда Рязанской губернии.
Окончил 4 класса Кермисинской школы, Юрсовскую среднюю школу (1941) и Первое Пензенское артиллерийское училище (1942).
Участник войны, капитан, награждён орденом Отечественной войны I степени (06.11.1985).
После войны окончил Первый Московский медицинский институт. Работал в Пензенской области главным врачом Салтыковской районной больницы.
В 1958 г. переехал в Москву и посвятил себя научной деятельности. Разрабатывал хирургические методы лечения бронхов и легких. Изучал возможности применения физических методов (лазеры, тепловидение, ультразвук, крайне высокие частоты электромагнитного излучения и др.) при диагностике и лечении злокачественных опухолей.
Работал в Московском научно-исследовательском онкологическом институте (МНИОИ) им. П. А. Герцена, ведущий научный сотрудник. Основатель и первый руководитель (1983—1992) отделения физических методов диагностики и лечения опухолей.
Доктор медицинских наук, профессор.
Лауреат Государственной премии СССР (1981, в составе коллектива) — за создание, развитие и внедрение в клиническую практику новых лазерных хирургических средств и новых лазерных методов хирургического лечения в абдоминальной, гнойной и пластической хирургии.
Изобретатель СССР. Награждён орденом «Знак Почёта».
Сочинения:
- Газовые лазеры в экспериментальной и клинической онкологии [Текст] / [С. Д. Плетнев, Н. Д. Девятков, В. П. Беляев, М. Ш. Абдуразаков]. — Москва : Медицина, 1978. — 184 с. : ил.; 20 см.
- Лазеры в клинической медицине / [Н. Д. Девятков, В. П. Беляев, М. Ф. Стельмах и др.]; Под ред. С. Д. Плетнева. — М. : Медицина, 1981. — 399 с. : ил.; 22 см;
- Лазеры в клинической медицине : Рук. для врачей / [В. П. Беляев и др.]; Под ред. С. Д. Плетнева. — 2-е изд., перераб. и доп. — М. : Медицина, 1996. — 427,[1] с. : ил.; 22 см; ISBN 5-225-00974-3